# Lepanthes arbaceae
Lepanthes arbaceae är en orkidéart som beskrevs av Carlyle August Luer och Cloes. Lepanthes arbaceae ingår i släktet Lepanthes och familjen orkidéer.
Artens utbredningsområde är Peru. Inga underarter finns listade i Catalogue of Life.